# Titularbistum Eudoxias
Eudoxias (ital.: Eudossiade) ist ein Titularbistum der römisch-katholischen Kirche.
Es geht zurück auf einen ehemaligen Bischofssitz in der gleichnamigen antiken Stadt in der römischen Provinz Galatia in der Zentraltürkei. Er gehörte der Kirchenprovinz Pessinus an.
| Titularbischöfe von Eudoxias |                           |                                           |                   |                   |
| Nr.                          | Name                      | Amt                                       | von               | bis               |
| 1                            | Francesco di Costanzo     | Weihbischof in Tricarico (Italien)        | 14. Dezember 1899 | 10. Februar 1902  |
| 2                            | Antonio di Tommaso        |                                           | 9. Juni 1902      | 22. Juni 1903     |
| 3                            | Ricardo Cortés y Cullel   | Weihbischof in Barcelona (Spanien)        | 25. Juni 1903     | 20. März 1910     |
| 4                            | Giovanni Battista Pinardi | Weihbischof in Turin (Italien)            | 24. Januar 1916   | 2. August 1962    |
| 5                            | Pio Paschini              | Kurienbischof                             | 20. August 1962   | 14. Dezember 1962 |
| 6                            | Domenico Vendola          | emeritierter Bischof von Lucera (Italien) | 7. Januar 1963    | 15. Oktober 1963  |
| 7                            | Raul Silva Silva          | Weihbischof in Rancagua (Chile)           | 23. November 1963 | 16. November 1994 |